# 香住鶴
香住鶴株式会社（かすみつる）は、兵庫県美方郡香美町の酒類製造・販売業者。清酒『香住鶴』（かすみつる）の蔵元。
社是は『但馬の誇りたれ』
経営方針は品質第一、地域第一、真心第一である。
兵庫の地酒の雄として、但馬の食文化の発展の為、一層貢献し、日本酒文化を振興させる事を目指している。

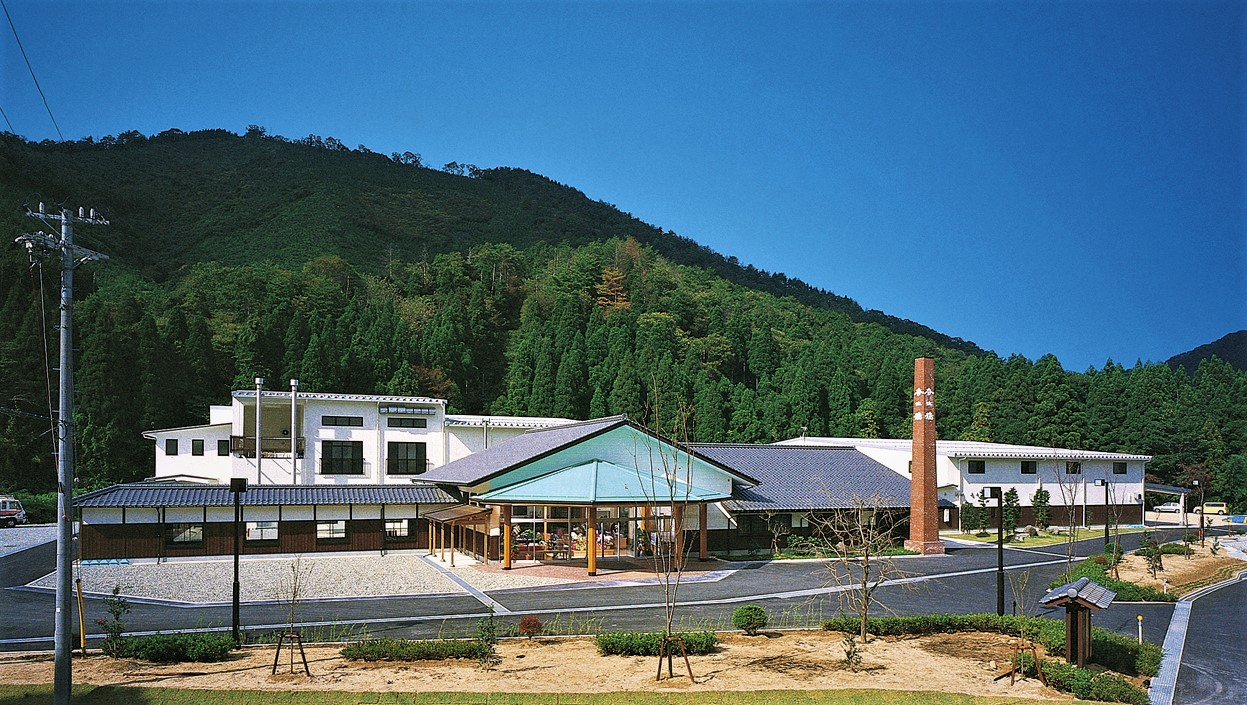
香住鶴 株式会社 正面

## 沿革

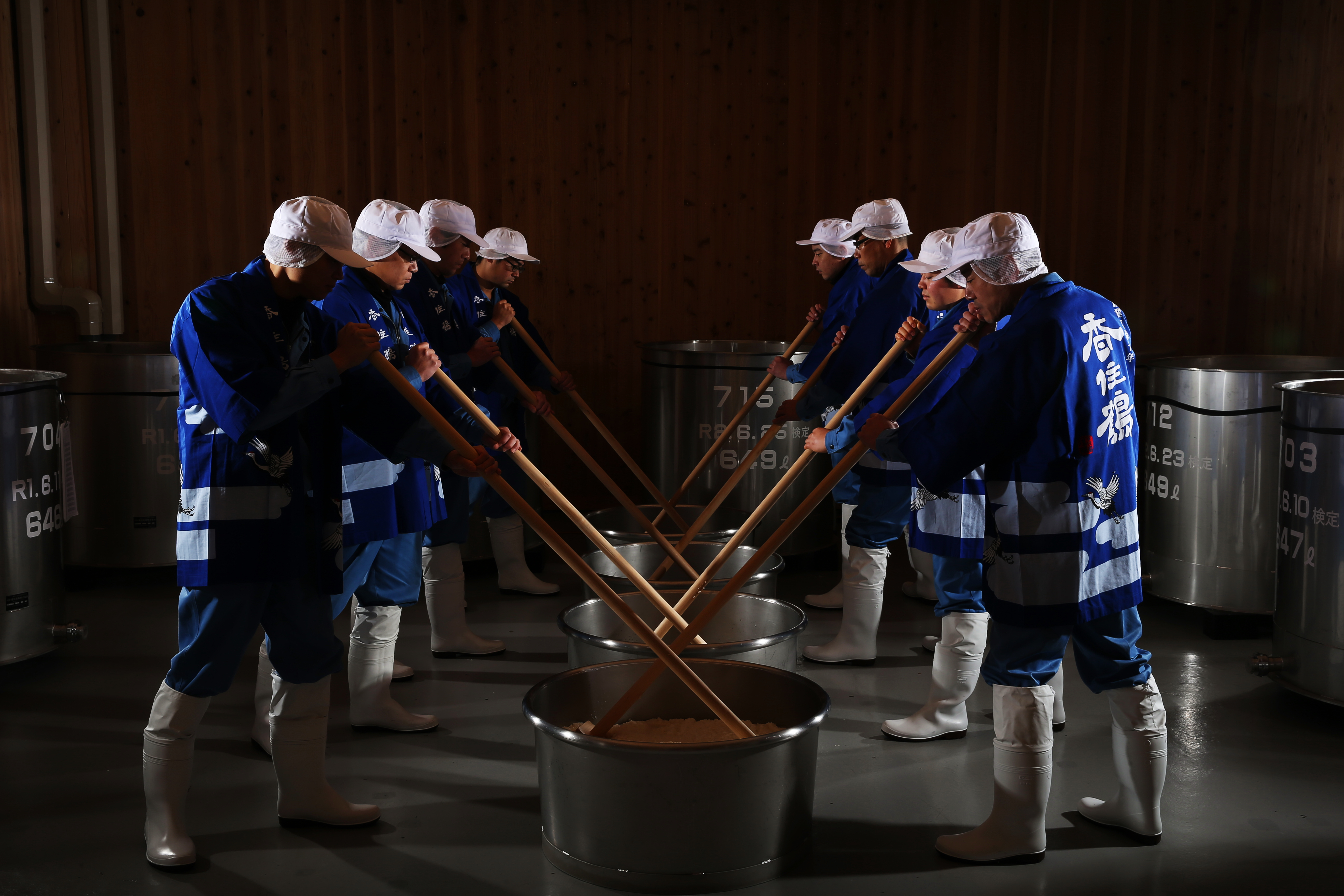
山卸し(酛すり)作業

- 山卸し(酛すり)作業香住鶴(かすみつる)は、創業1725年（江戸 徳川吉宗の時代）。地元の食材である松葉ガニや魚介類、但馬牛等に合う旨い酒造りを目指して、全量を但馬流「生酛（きもと）造り」、「山廃仕込」で日本酒を醸造しています。地元、兵庫県の良質な酒米を使い、香住鶴独自の造りで醸す酒は、しっかりとした旨味に爽やかな香り、喉ごしの良さと三拍子揃った飽きのこない味わいです。

## 利用情報

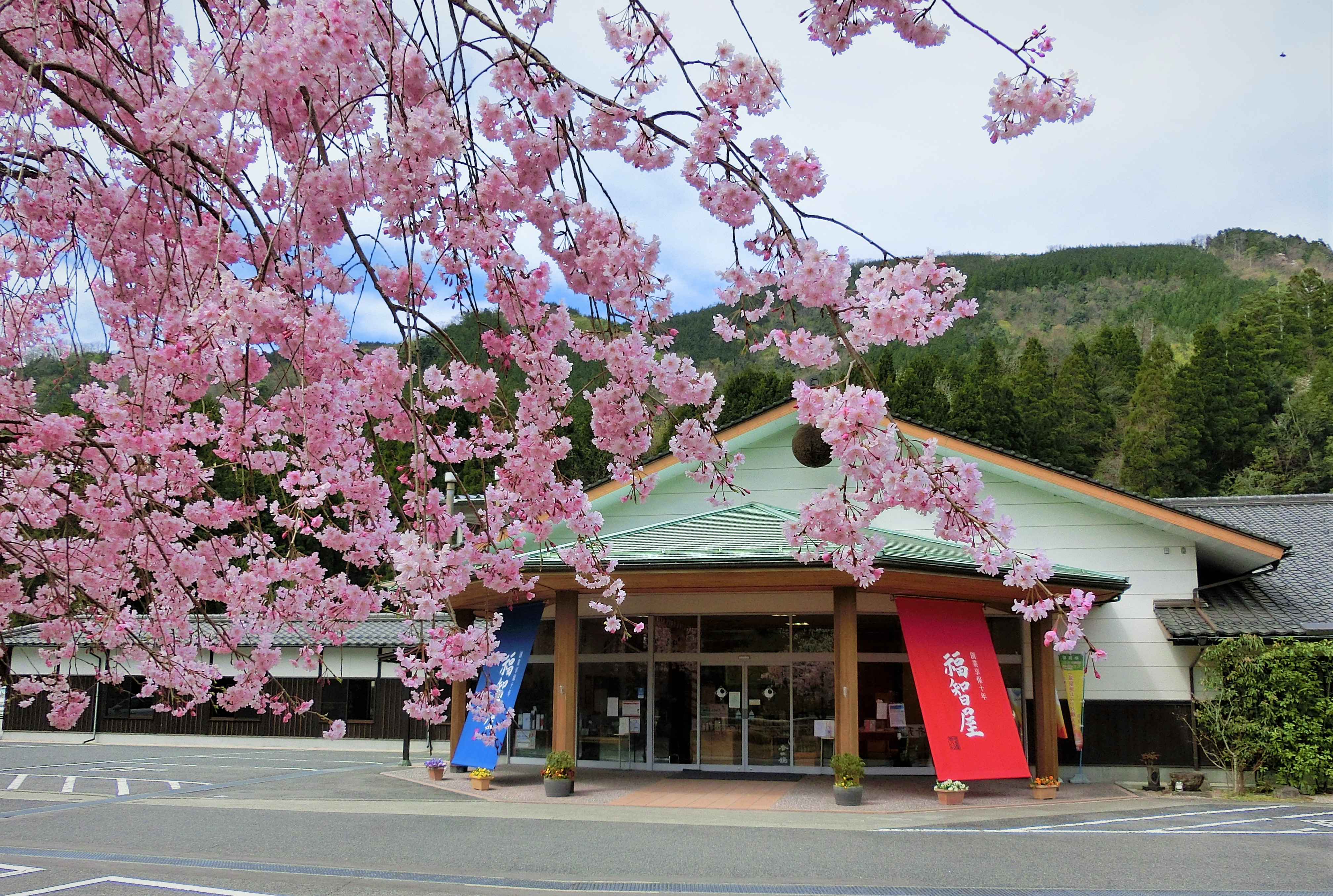
福智屋 入口

- 福智屋(香住鶴直売店) 営業時間 9:30～16:30 定休日:元日および臨時休業あり。

## 所在地・アクセス
- 兵庫県美方郡香美町香住区小原600-2

県道4号線を村岡方面に香住ICから 車で10分

## 商品一覧
コンテスト受賞酒
- 山廃 吟醸純米
- 生酛 吟醸純米
- 山廃 大吟醸

純米大吟醸・大吟醸
- 生酛 純米大吟醸 福智屋 しずく酒
- 生酛 純米大吟醸 応挙
- 生酛 大吟醸 福智屋

吟醸純米・純米酒
- 山廃 純米 原酒 但州
- 蛇紋岩米 山田錦 山廃 吟醸純米
- 山廃 純米 発泡にごり 金魚

定番酒
- RICH(リッチ)山廃
- SMOOTH(スムース)山廃
- SYMPHONY(シンフォニー)山廃

## 受賞歴
山廃 吟醸純米
- 2022年 ワイングラスでおいしい日本酒アワード プレミアム純米部門 金賞
- 2022年 フェミナリーズ世界ワインコンクール 純米吟醸部門 金賞
- 2022年 全国燗酒コンテスト プレミアム燗酒部門 最高金賞
- 2019年 インターナショナル ワイン チャレンジ「SAKE部門」 純米吟醸酒の部 金賞
- 2019年 全国燗酒コンテスト プレミアム燗酒部門 金賞

生酛 吟醸純米
- 2022年 ワイングラスでおいしい日本酒アワード プレミアム純米部門 金賞
- 2022年 全国燗酒コンテスト プレミアム燗酒部門 金賞
- 2019年 ワイングラスでおいしい日本酒アワード プレミアム純米部門 金賞
- 2019年 全国燗酒コンテスト プレミアム燗酒部門 金賞

生酛 からくち
- 2022年 全国燗酒コンテスト お値打ち熱燗部門 金賞
- 2020年 インターナショナル・ワイン・チャレンジ 「SAKE部門　普通酒の部」 金賞
- 2019年 International SAKE Challenge トロフィー受賞